# Улла Пиа
Пиа Нильсен (дат. Pia Nielsen; 17 февраля 1945 — 22 августа 2020), известная также как Улла Пиа (дат. Ulla Pia; букв. Госпожа Пиа) — датская певица и актриса, известная своим участием на конкурсе песни Евровидение 1966.

## Биография
Улла Пиа начала свою карьеру в качестве вокалиста в группах и инструментальных оркестрах в Копенгагене. В середине 1960-х певица пела в дуэте с джазовым музыкантом Финном Зиглером; а уже в 1966 ей было предложено принять участие в датском отборе на Евровидение («Dansk Melodi Grand Prix»). На отборочном конкурсе она исполнила песню «Stop — mens legen er go'» и, к собственному удивлению, стала победительницей, получив возможность отправиться на 11-й конкурс Евровидения. Конкурс прошёл 5 марта в Люксембурге, на котором певица исполнила композицию «Stop — mens legen er go'», финишировав 14-й (из 18-ти). Выступление было оценено низко (4 балла), несмотря на то, что специально для него была привлечена подтанцовка (в то время это было довольно редким зрелищем). На тот момент это был наихудший результат Дании на этом конкурсе, и из-за «недооценки» своей конкурсантки датская телерадиокомпания бойкотировала Евровидение в течение 12 лет (до 1978).
После Евровидения Улла Пиа выпустила несколько синглов, таких как «Karina» и «Flower Power Tøj», которые стали очень популярными в Дании. В 1970-х годах певица часто гастролировала, однако семейные обязательства и подорванное здоровье заставили исполнительницу покинуть шоу-бизнес.

## Болезнь и смерть
В марте 2020 года врачи диагностировали певице рак спины, при этом сказав, что ей осталось жить всего несколько месяцев.
Улла Пиа скончалась 22 августа 2020 года в возрасте 75 лет.

## Фильмография
Помимо музыкальной карьеры, Пиа снялась в трёх фильмах.
- Ullabella (1961)
- Peters landlov (1963)
- Den gale dansker (1969)